# Frotey-lès-Lure
Frotey-lès-Lure – miejscowość i gmina we Francji, w regionie Burgundia-Franche-Comté, w departamencie Górna Saona.
Według danych na rok 1990 gminę zamieszkiwały 504 osoby, a gęstość zaludnienia wynosiła 70 osób/km² (wśród 1786 gmin Franche-Comté Frotey-lès-Lure plasuje się na 315. miejscu pod względem liczby ludności, natomiast pod względem powierzchni na miejscu 625.).